# Kamerun na Letních olympijských hrách 2008
Kamerun se účastnil Letní olympiády 2008 v devíti sportech. Zastupovalo jej 33 sportovců.

## Medailové pozice
| Medaile | Jméno                       | Sport    | Disciplína    |
| ------- | --------------------------- | -------- | ------------- |
| Zlato   | Françoise Mbangová Etoneová | Atletika | Ženy trojskok |

## Atletika
Françoise Mbangová Etoneová, Carole Kaboud Mebam, Hogo Lucien Mamba, Léonie Myriam Mani, Georgina Toth

## Box
Thomas Essomba, Smaila Mahaman, Joseph Mulema

## Fotbal
Amour P. Tignyemb, Baning Albert, Antonio Ghomsi, Andre Bikey, Alexandre Song, Stéphane M´Bia, Marc Mboua, Mandjeck Georges, Franck Songo´o, Christian Bekamenga, Bebbe Mbangue, Bebey Kingue P., Nkoulou Ndoubena, Aurélien Chedjou, Serge Ngal, Mayebi Joslain, Olle Olle Junior, Enam Alexis

## Judo
Franck Martial Moussima

## Veslování
Paul Etia Ndoumbe

## Plavání
Anotinette Joyce Guedia Mouaffo, Alain Tobe Brigion

## Stolní tenis
Victorine Fomun Angum

## Vzpírání
Brice Vivien Batchaya Ketchanke

## Zápas
Ali Annabel Laure